# Metanipponaphis echinata
Metanipponaphis echinata är en insektsart. Metanipponaphis echinata ingår i släktet Metanipponaphis och familjen långrörsbladlöss. Inga underarter finns listade i Catalogue of Life.